# Humanum paucis vivit genus
Humanum paucis vivit genus (letteralmente: "Per pochi uomini vive la specie umana" è una locuzione in lingua latina.
Il poeta Marco Anneo Lucano nella sua Pharsalia (libro V, verso 343) fa pronunciare a Cesare questa sentenza. Confronta con Joseph Marie de Maistre in
"Del Papa nel suo rapporto con la politica" Napoli 1822, libro II, pag. 28. Émile Durkheim in "Essays on Morals and Education", USA 2006, Volume 1, pag. 52.